# Thurman Thomas
Thurman Lee Thomas (* 16. Mai 1966 in Houston, Texas) ist ein ehemaliger US-amerikanischer American-Football-Spieler auf der Positions des Runningbacks. Er spielte zwölf Jahre für die Buffalo Bills in der National Football League (NFL) und kam mit seiner Mannschaft vier Jahre in Folge in den Super Bowl.

## Spielerlaufbahn

### College
Thomas spielte bereits auf der High School American Football. 1984 erhielt er ein Stipendium an der Oklahoma State University in Stillwater und zeigte bei den Oklahoma State Cowboys im Laufe seines Studiums herausragende Leistungen. So konnte er unter anderem 43 Touchdowns erzielen und erlief in 21 Spielen jeweils mehr als 100 Yards. 1985 zog seine Mannschaft in den Gator Bowl sein, das Spiel ging gegen die Florida State University mit 34:23 verloren. Im Sun Bowl konnte 1987 die West Virginia University mit 35:33 knapp geschlagen werden. Als Thomas sein Studium abgeschlossen hatte, war er der beste Runningback seines Colleges, der jemals dort gespielt hatte. Die Scouts der NFL wurden auf Thomas aufmerksam.

### Profikarriere
1988 wurde Thomas überraschenderweise erst in der zweiten Runde des NFL Drafts als 40. Spieler von den Buffalo Bills ausgewählt. Die späte Verpflichtung von Thomas sollte sich für die Bills als Glücksgriff erweisen. Vor Thomas verpflichtete Runningbacks kamen im Laufe ihrer Karriere nicht an seine Leistungen heran. Bereits im ersten Jahr konnte sich Thomas unter seinem Head Coach Marv Levy zum Stammspieler entwickeln. Er bestach dabei nicht nur als Ballträger, sondern auch als Passempfänger und erzielte teilweise mehr Raumgewinn, als durch Läufe. Jährlich konnte Thomas seine statistischen Leistungen steigern. 1990 zogen die Bills zum ersten Mal in den Super Bowl ein, mussten sich aber im Super Bowl XXV den New York Giants mit 20:19 geschlagen geben, obwohl Thomas mit 135 Yards Raumgewinn und einem Touchdown eine gute Leistung bot. Auch in die nachfolgenden drei Super Bowls konnten die Bills als Meister der American Football Conference (AFC) einziehen, verloren diese aber jeweils gegen die Washington Redskins im Super Bowl XXVI und gegen die Dallas Cowboys im Super Bowl XXVII und im Super Bowl XXVIII. Im Super Bowl XXVI verlegte Thomas während der Nationalhymne seinen Footballhelm, weswegen er die ersten beiden Spielzüge seines Teams verpasste. Im Spiel erzielte er dann nur 13 Yards Raumgewinn. Sein Helmverlust wurde später von ESPN zu einem der 100 bemerkenswertesten Super-Bowl-Momente gewählt. Im Super Bowl XXVIII konnte Thomas zwar bei der 30:13-Niederlage den einzigen Touchdown seiner Mannschaft erzielen, wodurch die Bills zur Halbzeit führten, doch verlor er zweimal in der zweiten Halbzeit den Football, so dass die Cowboys aus seinen Fehlern zehn Punkte erzielten. Obwohl Thomas während der Regular Season immer wieder überzeugen konnte, gelang ihm nur im ersten Super Bowl gegen die Giants eine statistisch herausragende Leistung. Thomas, der zusammen mit seinem Quarterback Jim Kelly viermal im Super Bowl stand, konnte nie einen gewinnen.
1999 verließ Thomas die Bills, die nicht mehr bereit waren, sein hohes Gehalt zu bezahlen, und schloss sich den Miami Dolphins an. Er erhielt hinter Lamar Smith allerdings nur wenig Einsatzzeit und beendete nach einem Jahr und einer in Miami erlittenen Knieverletzung seine Laufbahn. Um sich als Spieler der Bills zur Ruhe setzen zu können, unterschrieb er zwar nochmals einen Vertrag in Buffalo, trat diesen jedoch nicht an.
Zusammen mit Curtis Martin, Emmitt Smith, Barry Sanders und LaDainian Tomlinson ist er der einzige Spieler, der in acht Jahren hintereinander jeweils mehr als 1000 Yards erzielen konnte.

## Ehrungen
Thomas Rückennummer 34 wird an seinem College und bei den Bills nicht mehr vergeben. Er ist Mitglied in der College Football Hall of Fame, in der Pro Football Hall of Fame, in der Oklahoma Sports Hall of Fame und im National Football League 1990s All-Decade Team. Die Bills ehren ihn auf der Buffalo Bills Wall of Fame. 1991 wurde er zum Most Valuable Player (MVP) der Saison und zum NFL Offensive Player of the Year gewählt. Er spielte fünfmal im Pro Bowl und wurde sechsmal zum All Pro der gewählt.

## Nach der Laufbahn
Thomas ist verheiratet und hat drei Kinder. Er betreibt heute eine Schule für Nachwuchsfootballspieler und ist Mitbesitzer der Rochester Raiders, einem Team aus der Indoor Football League.